# Eumenes al II-lea
Eumenes al II-lea al Pergamului (grecă: Εὐμένης Β' τῆς Περγάμου) a fost un rege al Pergamului între 197 și 159 î.Hr. și membru al dinastiei Attalide. A fost fiul regelui Attalus I și reginei Apollonis.

## Domnia

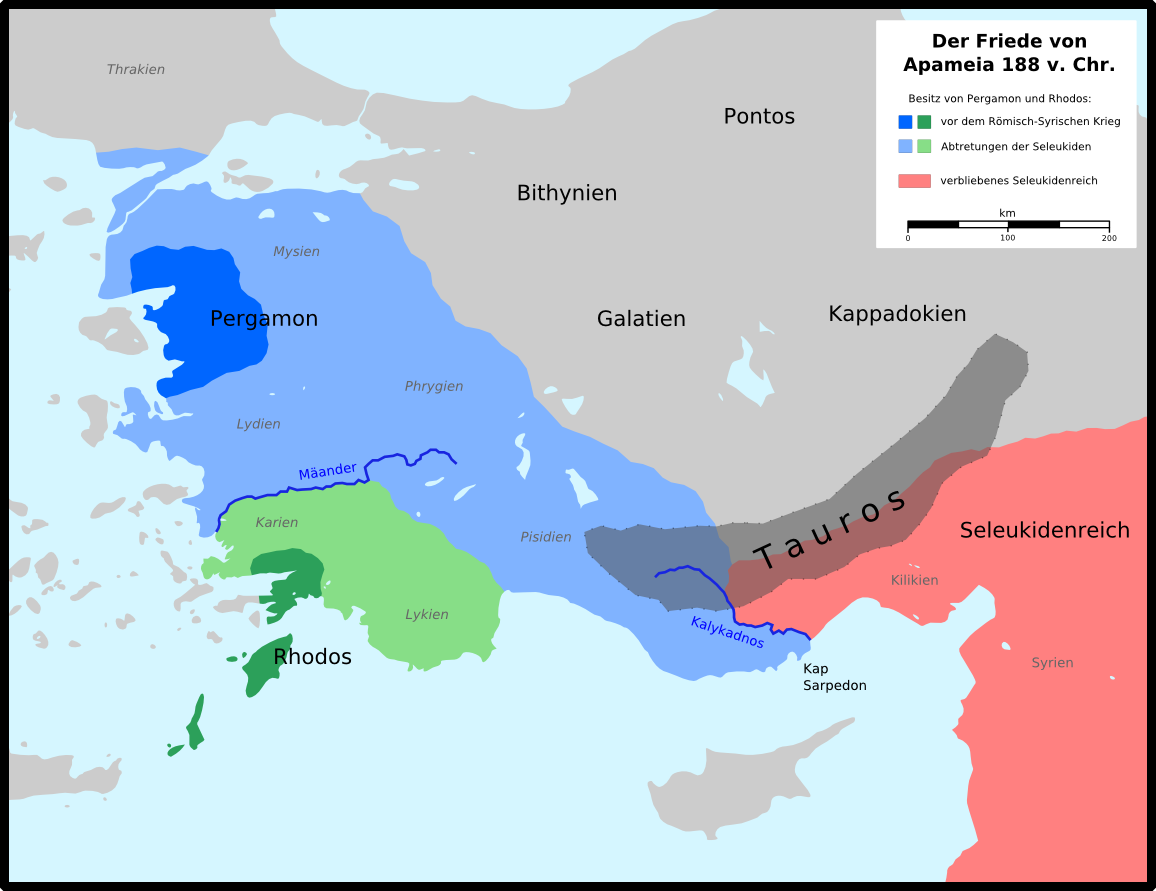
Teritoriile obţinute de Eumenes al II-lea sunt colorate în albastru

Eumenes a domnit între 197 și 159 î.Hr., păstrând bunele relații ale tatălui său cu romanii. Acesta s-a opus alături de Roma împotriva Macedoniei în Al Treilea Război Macedonean dintre anii 171 și 168 î.Hr.
Între anii 192 și 188 î.Hr., în timpul Războiului sirian, luptă împreună cu Republica Romană și Republica Rodosului împotriva Imperiului Seleucid al lui Antiohie cel Mare. Victoriile obținute de aliați vor opri expansiunea seleucidă din Grecia. Conform tratatului de la Apamea, Pergamul ocupă Frigia, Lidia, Pisidia, Pamphilia și părți din Licia.
Suspectat de complot împotriva Republicii Romane alături de Perseus al Macedoniei, acesta cade din grațiile romanilor, care vor încerca să-l răstoarne, înlocuindu-l cu fratele său, Attalus al II-lea, ce va refuza acestă ofertă.